# When Love Forgives
When Love Forgives é um filme mudo norte-americano de 1913, dos gêneros drama e romance, dirigido por Anthony O'Sullivan.

## Elenco
- Charles West
- George Beranger
- Charles Gorman
- Harry Carey
- Charles Hill Mailes